# 空想Kiss
「空想Kiss」（くうそうキッス）は、1985年11月27日にリリースされたC-C-Bの6枚目のシングル。

## 解説
「Romanticが止まらない」に続き『毎度おさわがせします』（第2期）主題歌。
メインボーカルは、シングルでは渡辺英樹と笠浩二が担当、アルバム『僕たちNo-No-No』に収録された「空想Kiss-2」（編曲 船山基紀、C-C-B）では関口誠人が担当。「〜-2」の方が先に作られた曲だが、発表がシングル盤発売後のためタイトルに「-2」と付けられた。

## 収録曲
| 全作詞: 松本隆、全作曲: 筒美京平。 |                        |        |            |                 |      |
| #                                  | タイトル               | 作詞   | 作曲・編曲 | 編曲            | 時間 |
| 1.                                 | 「空想Kiss」           | 松本隆 | 筒美京平   | 大谷和夫、C-C-B | 3:52 |
| 2.                                 | 「御意見無用、花吹雪」 | 松本隆 | 筒美京平   | 船山基紀、C-C-B | 3:22 |